# 圣·伊维尔教堂 (哈尔滨)
圣·伊维尔教堂（俄语：Храм в честь Иверской иконы Божией Матери，伊维尔圣母像奉献教堂），位于哈尔滨市道里区霁虹街工厂胡同（原军官街 Офицерская улица）7—4号，原为俄罗斯帝国外阿穆尔军区的军用东正教堂。该教堂奉獻給伊維爾聖母像。

## 历史
教堂位于工厂胡同东侧。清朝光绪三十四年（1908年），教堂由驻哈尔滨的俄罗斯帝国外阿穆尔军区司令官契恰科夫（又译“切切雅可夫”）中将及下属官兵捐资修建。建成后，曾经为在镇压义和团运动及日俄战争中阵亡的俄国官兵进行祈祷，并将这些阵亡官兵的骨灰移至教堂埋葬，阵亡者名字刻在教堂墙壁上。1920年冬，白俄将军弗拉基米尔·卡普佩尔安葬在该教堂北侧墙下（2006年12月14日经中国政府同意，俄罗斯派人挖掘卡普佩尔遗体，莫斯科电视台随行报道。遗体经伊尔库茨克转运，2007年1月13日在莫斯科的顿河修道院重新下葬）。
1927年，主教季米特里与基辅音乐学院自由艺术家芭拉诺娃波波娃在该教堂创办哈尔滨音乐训练班，开设小提琴、钢琴、声乐等课程。
文化大革命期间，教堂顶部的六座“洋葱头”被拔除，但建筑本体保留。教堂内的圣母像、基督复活图、圣塞拉夫衣图、圣尼古拉画像等艺术品保留至今。教堂已停止宗教活动。1998年，该教堂差点被拆除，经媒体报道后，哈尔滨市民才得知原来以为已毁灭的该教堂仍存在，只是已经很残破。该教堂被定为哈尔滨市二类历史建筑、II类保护建筑。
2015年，哈尔滨火车站改造工程开始。2017年，作为哈尔滨火车站北广场改造工程一部分的圣·伊维尔教堂修复工作启动。7月10日，作为哈尔滨火车站北广场改造工程一部分的圣·伊维尔教堂修复工作已经启动，工人们正在安装施工用的脚手架，被“封存”了半个多世纪的圣·伊维尔教堂，即将恢复真容. 2017年9月初，随着哈尔滨站北广场站改造基本完成，圣·伊维尔教堂的修缮也完成了，但原本的东正教十字架并没有被修复，而是用简单的棍状物替代。2019年八月，东正教十字架被修复。

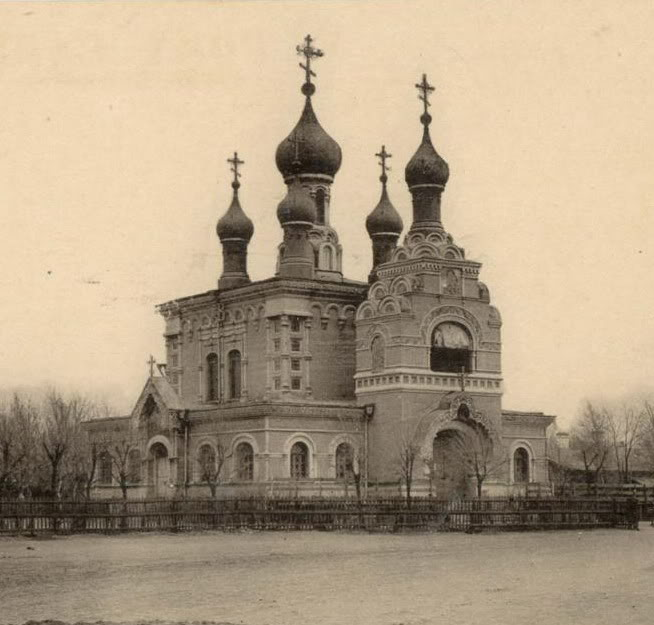
教堂旧貌
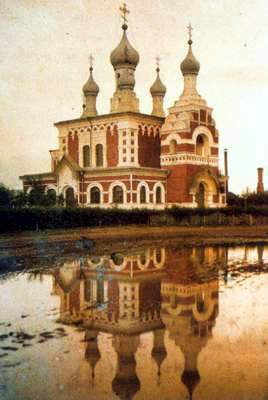
教堂旧貌
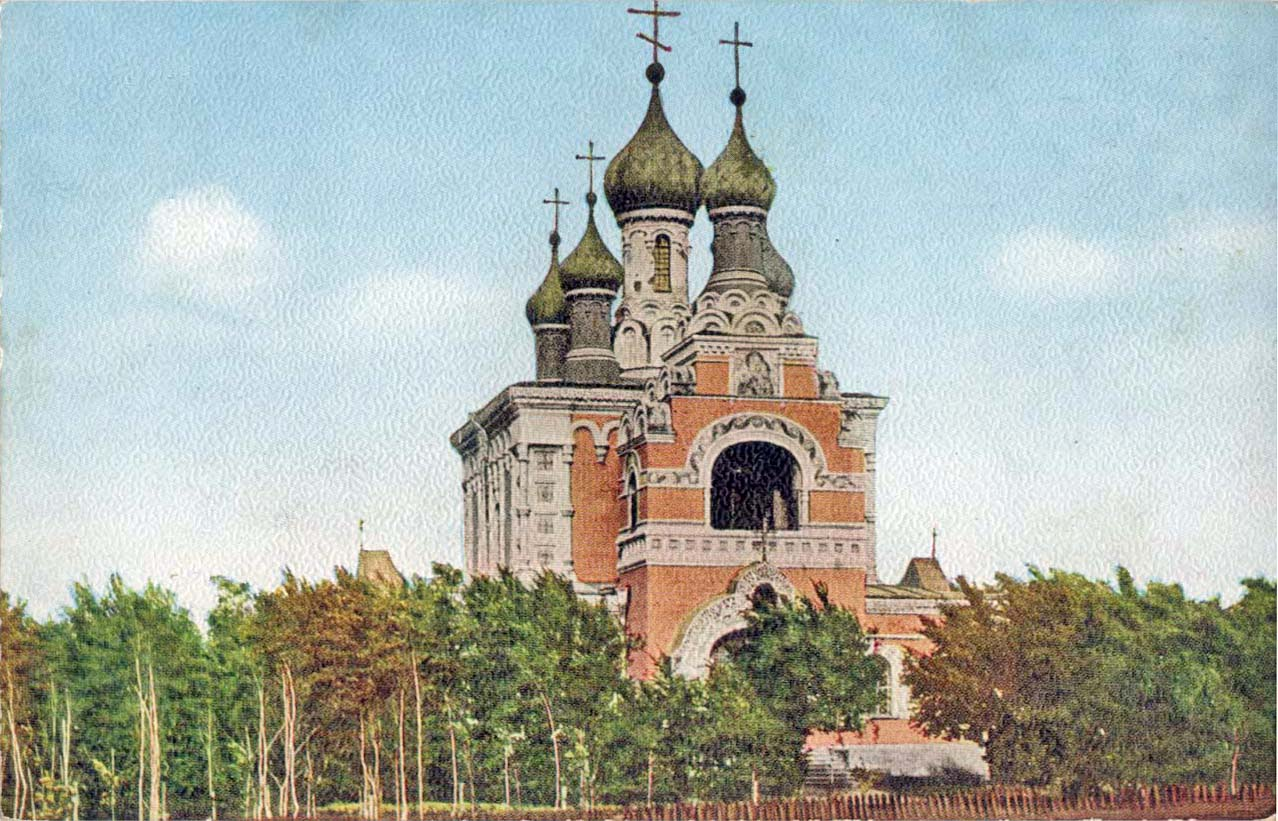
教堂旧貌
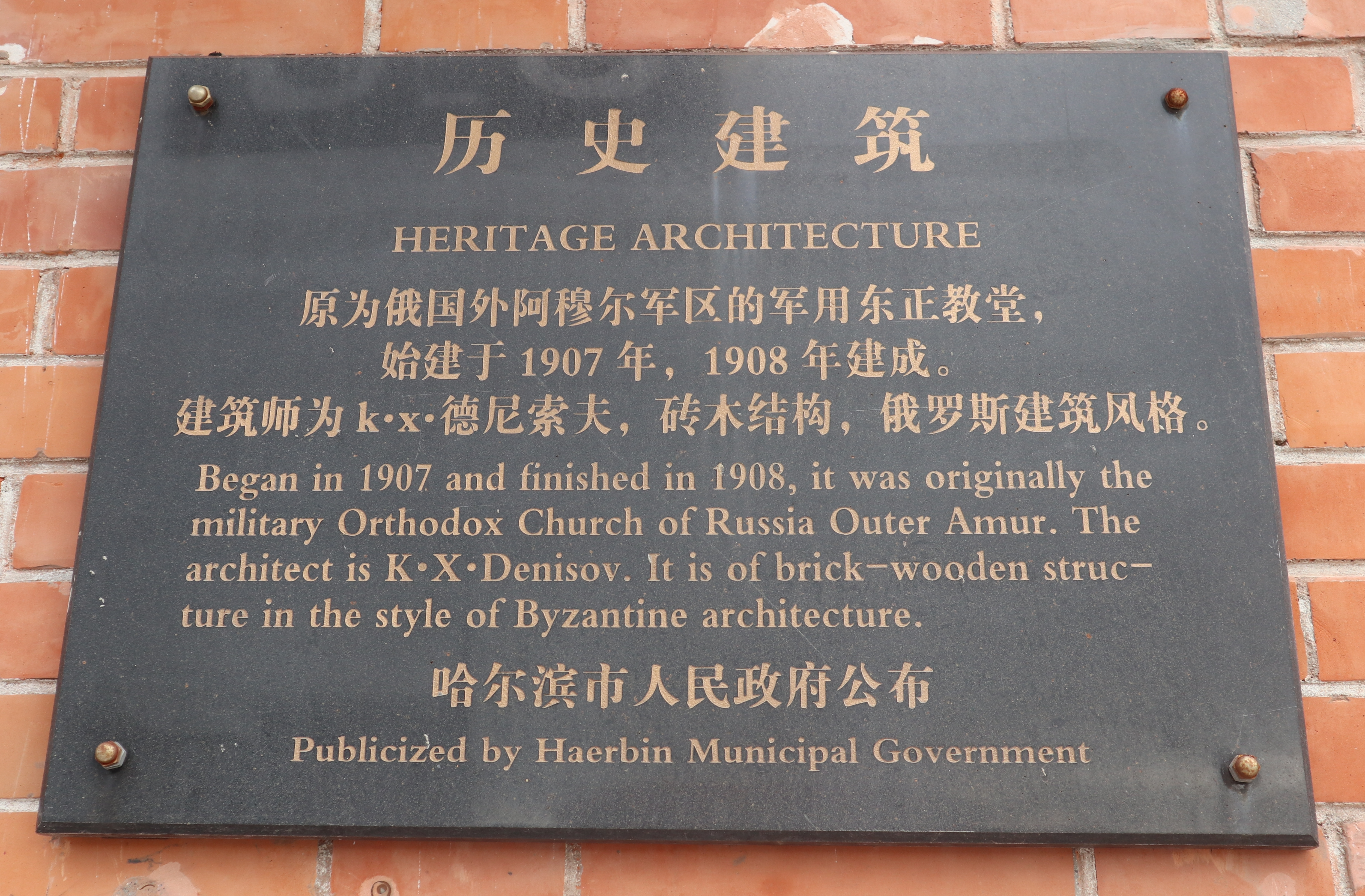
教堂外壁上的历史建筑标牌
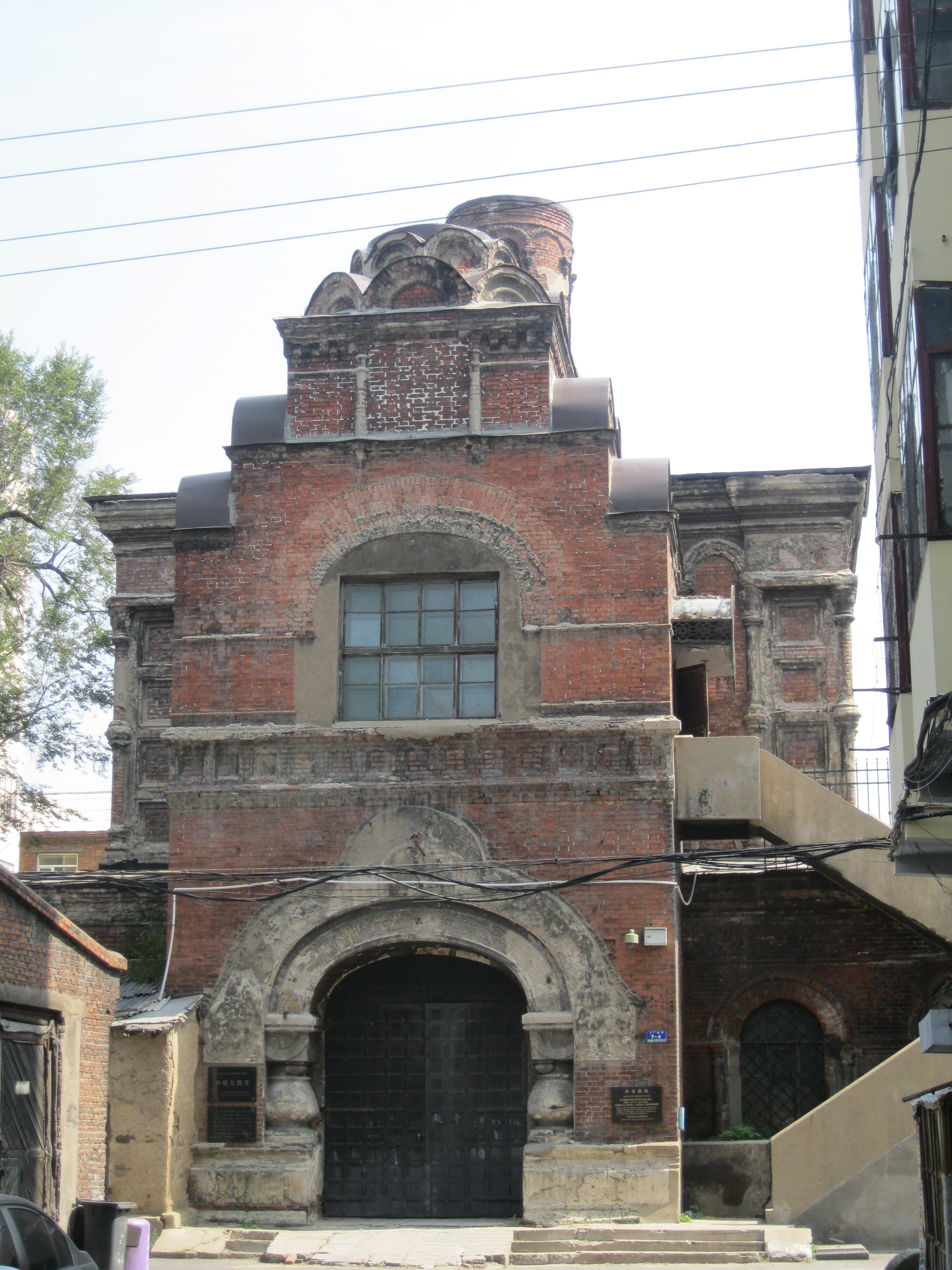
2012年，修缮以前的教堂外观

## 建筑
该教堂为折衷主义建筑，砖木结构。设计师为德尼索夫。教堂带有“雅罗斯拉夫”式球型尖塔，设有3个祭坛、5个圆屋顶，面积555.80平方米。平面呈希腊十字式布局，东西长26米，南北宽22米，高27米。主入口位于西侧，南北方向各设一个入口。教堂顶部有大型鼓座，鼓座上面建有一大四小共五个葱头顶，四个小葱头顶以大葱头顶为中心，分布在十字形端点。另外在教堂顶部东端还有一个小葱头顶。
主入口对面为圣坛，主入口上方有钟楼，有一个方台向上伸出屋面，方台上有鼓座，二层装饰有花瓣，鼓座上又有一个葱头顶。所以这个葱头顶家加上上述6个葱头顶，该教堂合计有7个葱头顶。
教堂内的图案由技师德尼索夫设计，由守备队中的雕刻师施工，圣像在俄国切尔尼戈夫（今属乌克兰）制成。

## 附属建筑

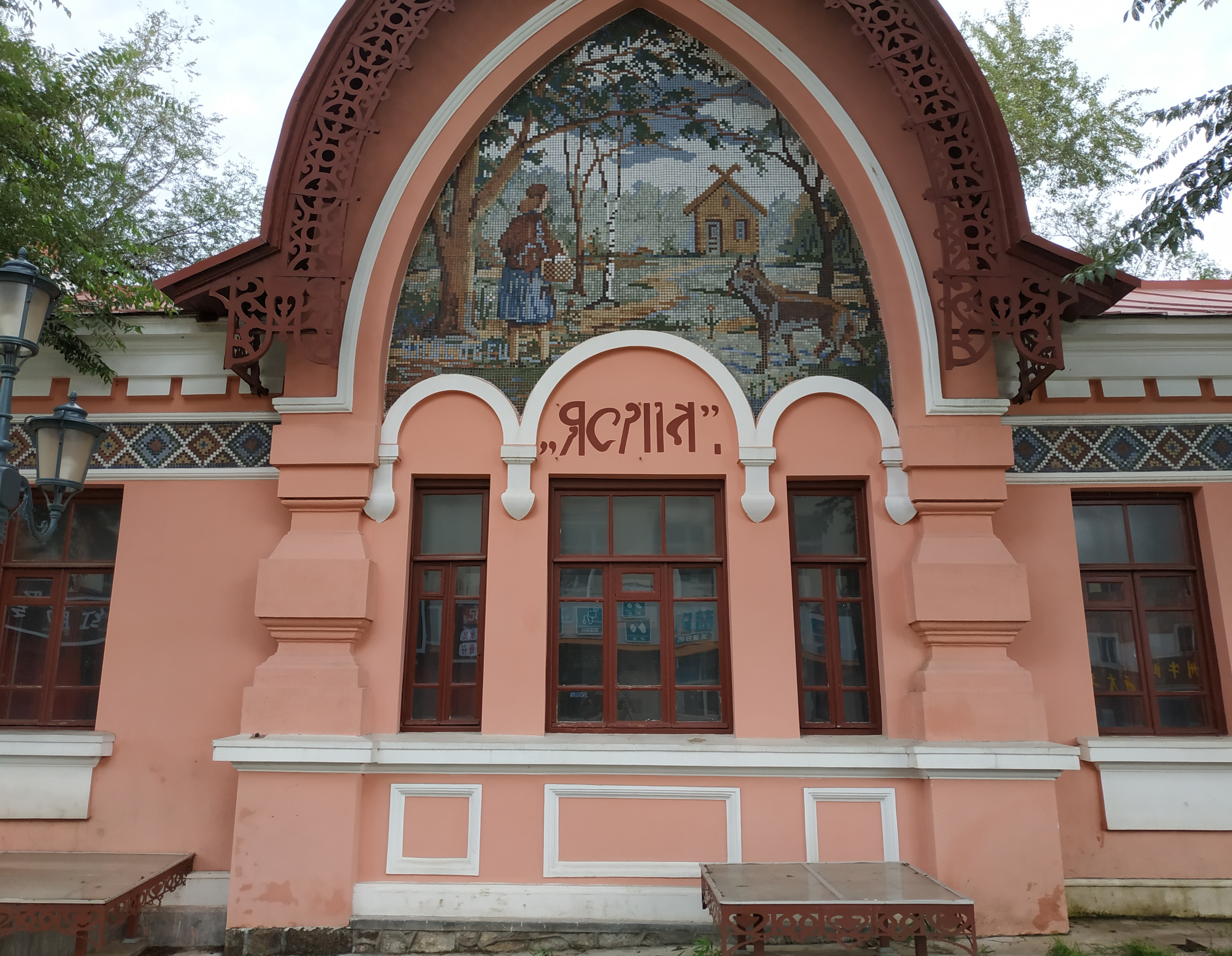
教堂的附属建筑“俄人之家”孤儿院，壁面上有马赛克镶嵌画和红色的希伯来文

1920年，在教堂西北角修建了名为“俄人之家”的孤儿院，称“亚斯立公共护养儿童会”，作为教堂的附属建筑。为俄罗斯风格平房，中央拱门上有隆起的山花。壁面上有约1.7万块1.5厘米见方的彩色马赛克拼贴的镶嵌画，宽约3米，高3米。画面左侧一位俄罗斯妇女侧立挎篮，上穿棕色衣服，下穿蓝色及膝裙子，腿上有白色长袜，画面右侧有一条狗，长尾下垂；妇女身后有树林，一条小路通往树林深处，不远处有座木屋。镶嵌画下方写有红色的希伯来文。该建筑保留至今，是哈尔滨市III类保护建筑。
1934年，教堂开设救济性质的“谢拉菲姆”民众食堂，并在哈尔滨市各区设立四所孤儿院。这些建筑现已无存。